# Tourdun
Tourdun is een gemeente in het Franse departement Gers (regio Occitanie) en telt 99 inwoners (2009). De plaats maakt deel uit van het arrondissement Mirande.

## Geografie
De oppervlakte van Tourdun bedraagt 7,0 km², de bevolkingsdichtheid is dus 14,1 inwoners per km².

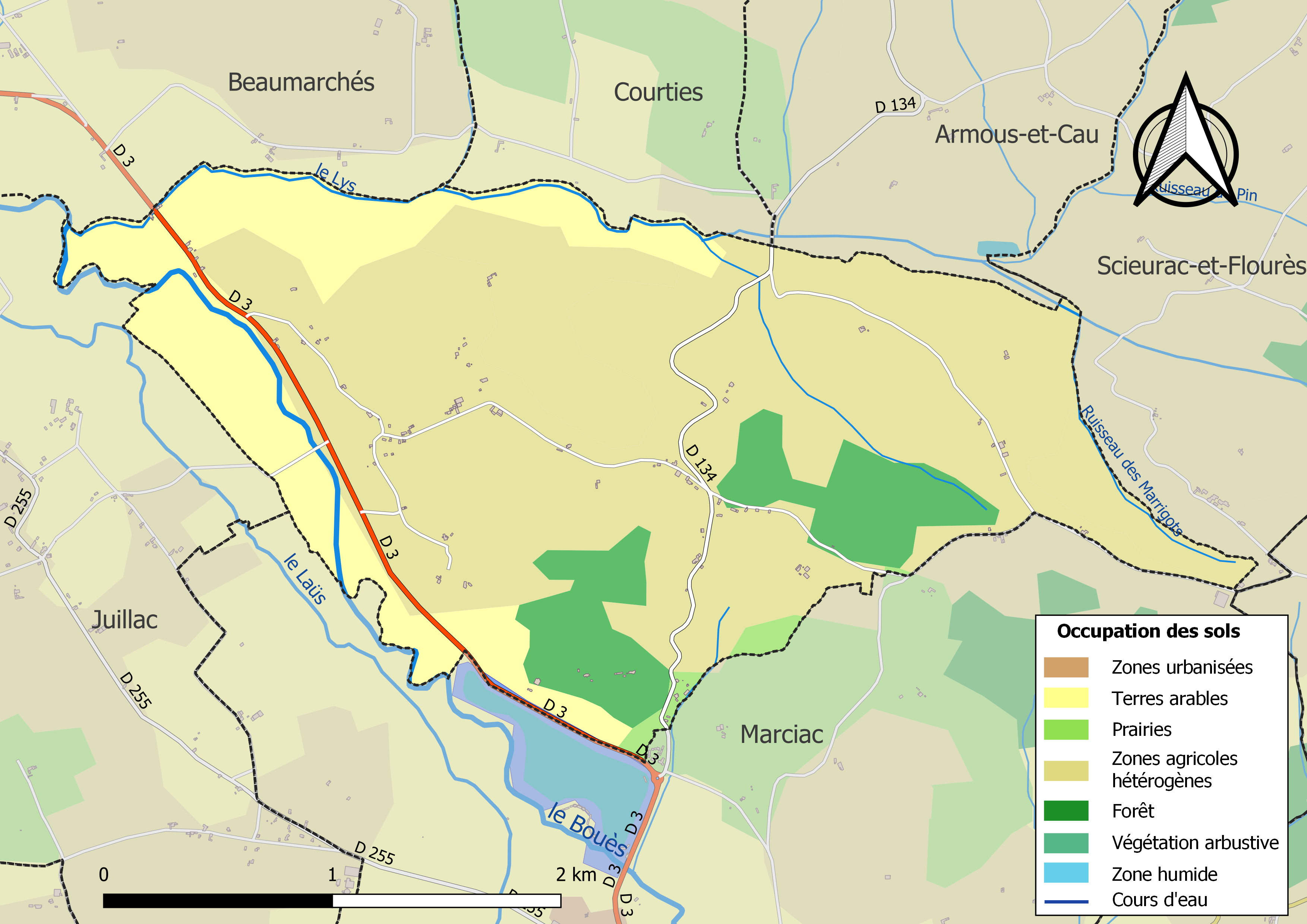
Kaart van de gemeente met belangrijkste infrastructuur, bodemgebruik en omliggende gemeenten

## Demografie
Onderstaande figuur toont het verloop van het inwonertal (bron: INSEE-tellingen).